# Deutsch-guyanische Beziehungen
Die Beziehungen zwischen Deutschland und Guyana bestehen seit 1966 und werden vom Auswärtigen Amt als „freundschaftlich und frei von Problemen“ beschrieben.

## Diplomatische Beziehungen
Seit dem Jahr der Unabhängigkeit Guyanas, 1966, bestehen auch diplomatische Beziehungen zur Bundesrepublik Deutschland. Am 16. September 2016 wurde das 50. Jubiläum der gegenseitigen Beziehungen gefeiert.
Deutschland unterhält keine Botschaft in Guyana, zuständig ist die Botschaft Port-of-Spain in Trinidad und Tobago. Seit dem 18. November 2010 ist Ben ter Welle Honorarkonsul in Georgetown. Guyana seinerseits unterhält keine Botschaft in Deutschland. Zuständig ist die Botschaft in Brüssel in Belgien.

## Wirtschaft und Entwicklung
Im Jahre 1994 wurde ein bilaterales Abkommen zum Schutz und zur Förderung von Investitionen abgeschlossen. Es bestehen weiterhin Beziehungen zwischen Deutschland und der Karibischen Gemeinschaft (CARICOM), deren Mitglied Guyana ist. Hierbei werden insbesondere Projekte zur Wirtschaftsförderung und zum Klimaschutz betrieben. 2005 wurde von den G8-Staaten ein Schuldenerlass für zahlreiche Länder beschlossen, zu denen auch Guyana gehörte.
In der Entwicklungspolitik stehen Förderungen im ökologischen Bereich im Vordergrund. So finanziert Deutschland u. a. Projekte zum Regenwaldschutz, seit 1998 wird auch das „Guyana Protected Areas System“ mit einem bisherigen Gesamtvolumen von 24 Millionen Euro bezuschusst.